# Pojezierze Choszczeńskie

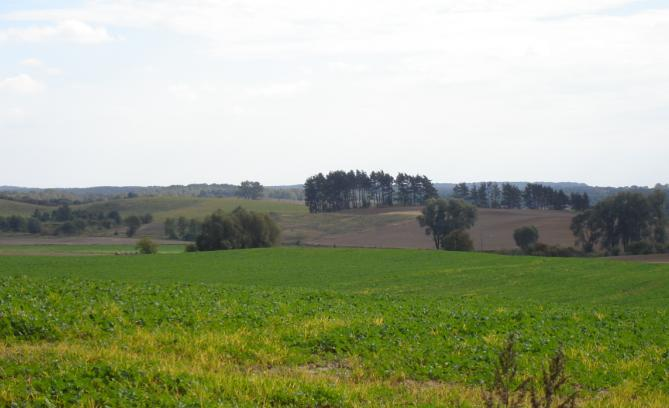
Pojezierze Choszczeńskie

Pojezierze Choszczeńskie (314.42) – mezoregion fizycznogeograficzny położony w południowo-zachodniej części Pojezierza Zachodniopomorskiego, między doliną Iny na północy a Pojezierzem Dobiegniewskim i częścią Równiny Gorzowskiej na południu oraz między Równiną Pyrzycko-Stargardzką i Pojezierzem Myśliborskim na zachodzie a Równiną Drawską na wschodzie.
Pojezierze Choszczeńskie wiąże się z łukiem moren czołowych, uformowanych przez wysunięty na południe odrzański lob lodowcowy, gdzie wały morenowe zmieniają kierunek z równoleżnikowego na południkowy, tworząc człon pośredni między Pojezierzem Myśliborskim a Pojezierzem Ińskim. Wysokości moren dochodzą do 100–120 m n.p.m. Prostopadle do łuku moren (z północnego zachodu na południowy wschód) przebiegają dość długie rynny glacjalne. Jedną z nich jest rynna Małej Iny – najdłuższa na tym pojezierzu – oraz rynna jezior choszczeńskich (Raduń, Żeńsko i Kluki). W stosunku do otaczających wysoczyzn rynny glacjalne są zwykle wcięte na głębokość dochodzącą do ok. 30–40 metrów. Obszar pojezierza odwadniają przede wszystkim Mała Ina i Ina, płynące ku północnemu zachodowi.
Niemal cały obszar Pojezierza Choszczeńskiego jest wykorzystywany rolniczo. Niewielkie tereny leśne znajdują się jedynie w pasie wzgórz czołowomorenowych.
Główne miasta: Choszczno i Pełczyce.